# RK Moslavina Kutina
Maillots
Le RK Moslavina Kutina est un club de handball situé à Kutina en Croatie.

## Historique
- 1955 : fondation du RK Moslavina Kutina.
- 2009 : le club est onzième du championnat de Croatie..
- 2010 : le club est quinzième du championnat de Croatie.
- 2011 : le club est seizième du championnat de Croatie et est relégué en deuxième division.
- 2013 : le club retrouve l'élite croate.
- 2014 : le club est treizième du championnat de Croatie.

## Campagne européenne
L'historique du parcours européen du RK Moslavina Kutina est :
| Saison    | Compétition | Manche             | Date Aller       | Club                | Aller   | Total   | Retour  | Club                    | Date Retour      |
| --------- | ----------- | ------------------ | ---------------- | ------------------- | ------- | ------- | ------- | ----------------------- | ---------------- |
| 1996-1997 | C2          | Seizième de finale | 12 octobre 1996  | RK Moslavina Kutina | 30 – 21 | 61 – 43 | 31 – 22 | RK Željezničar Sarajevo | 20 octobre 1996  |
| 1996-1997 | C2          | Huitième de finale | 9 novembre 1996  | US Ivry             | 32 – 22 | 57 – 54 | 25 – 32 | RK Moslavina Kutina     | 16 novembre 1996 |
| 2001-2002 | C3          | Deuxième tour      | 7 octobre 2001   | RK Moslavina Kutina | 28 – 26 | 55 – 56 | 27 – 30 | RK Mladost Bogdanci     | 14 octobre 2001  |
| 2007-2008 | C4          | Troisième tour     | 17 novembre 2007 | RK Moslavina Kutina | 45 – 27 | 76 – 59 | 31 – 32 | RK Prespa Resen         | 24 novembre 2007 |
| 2007-2008 | C4          | Huitième de finale | 10 février 2008  | CS UCM Reșița       | 40 – 26 | 74 – 62 | 34 – 36 | RK Moslavina Kutina     | 16 février 2008  |